# Cheilosia coerulea
Cheilosia coerulea är en tvåvingeart som beskrevs av Fluke och Hull 1946. Cheilosia coerulea ingår i släktet örtblomflugor, och familjen blomflugor.
Artens utbredningsområde är Washington. Inga underarter finns listade i Catalogue of Life.